# Helga Gentz
Helga Gentz (* 13. August 1937; † 13. Oktober 2021) war eine deutsche Filmeditorin.

## Leben
Helga Gentz wurde Mitte der 1960er Jahre als Filmeditorin für das DDR-Filmunternehmen DEFA tätig. Zu ihren Werken gehören die Science-Fiction-Filme Signale – Ein Weltraumabenteuer (1970) und Eolomea (1972). Für ihre Arbeit am Gegenwartsfilm Jadup und Boel von Rainer Simon wurde sie beim Nationalen Spielfilmfestival der DDR für den besten Schnitt ausgezeichnet. Sie blieb bis Mitte der 1990er Jahre als Filmeditorin aktiv.

## Filmografie (Auswahl)
- 1966: Jahrgang 45
- 1968: Wir lassen uns scheiden
- 1969: Verdacht auf einen Toten
- 1970: Signale – Ein Weltraumabenteuer
- 1971: Männer ohne Bart
- 1972: Eolomea
- 1973: Susanne und der Zauberring
- 1975: Till Eulenspiegel
- 1981: Jadup und Boel
- 1983: Das Luftschiff
- 1985: Die Frau und der Fremde
- 1985: Junge Leute in der Stadt
- 1986: Hilde, das Dienstmädchen
- 1988: Der Eisenhans
- 1989: Die Besteigung des Chimborazo
- 1991: Der Fall Ö.
- 1994: Fernes Land Pa-Isch
- 1997: Null Risiko und reich